# Pescaglia
Pescaglia – miejscowość i gmina we Włoszech, w regionie Toskania, w prowincji Lukka.
Według danych na rok 2004 gminę zamieszkiwało 3718 osób, 53,1 os./km².